# Natrijev peroksid
Natrijev peroksid (Na2O2) je žućkasto-bijela do svijetlo-žuta masa ili krutina, po obliku slična koraljima. Nastaje zagrijavanjem tj. izgaranjem alkalijskog metala natrija na zraku, uz veliki suvišak kisika i manje natrija. Natrijev peroksid je ono što prvo nastane kad natrij gori u dostatnoj količini zraka. Nastajanje peroksida, a ne oksida, objašnjava se time što se procesom ne razvija dovoljno topline kojom bi se mogla raskinuti veza u molekuli kisika. Zato je kristalna rešetka dobivenog produkta izgrađena od natrijevih i peroksidnih iona (O2 2-), te peroksidi sadrže u molekuli dva međusobno spojena kisikova atoma.
U dodiru s nekim metalima u prahu izaziva samozapaljenje smjese. Mala količina čistoga na vlažnoj krpi ili vlažnome papiru se zapali nakon nekog vremena, što je znak jakoga oksidansa.
Natrijev peroksid ne postoji u otopinama. Natrijev peroksid se u vodi raspada na natrijevu lužinu i vodikov peroksid, tj. na dodir s vodom oslobađa kisik i toplinu. U lužnatim otopinama vodikovog peroksida prevladava hidrogenperoksidni ion.

## Uporaba
Djeluje kao jako oksidacijsko sredstvo (oksidans), te se upotrebljava za bijeljenje tkanina,svile, vune, dlake, perja, rogovine, kostiju i sl., ali u razrijeđenoj soluciji; a osim toga se stavlja u patrone/maske za disanje, kao izvor kisika, jer veže ugljikov dioksid i pri tom razvija kisik:
2 Na(s) + O2(g) --> Na2O2(s)
Na temelju pokusa zaključujemo da natrij ima nisko talište, gori karakterističnim žutim plamenom, a izgaranjem nastaje uglavnom natrijev peroksid bazičnih svojstava.